# Astrocaryum sciophilum

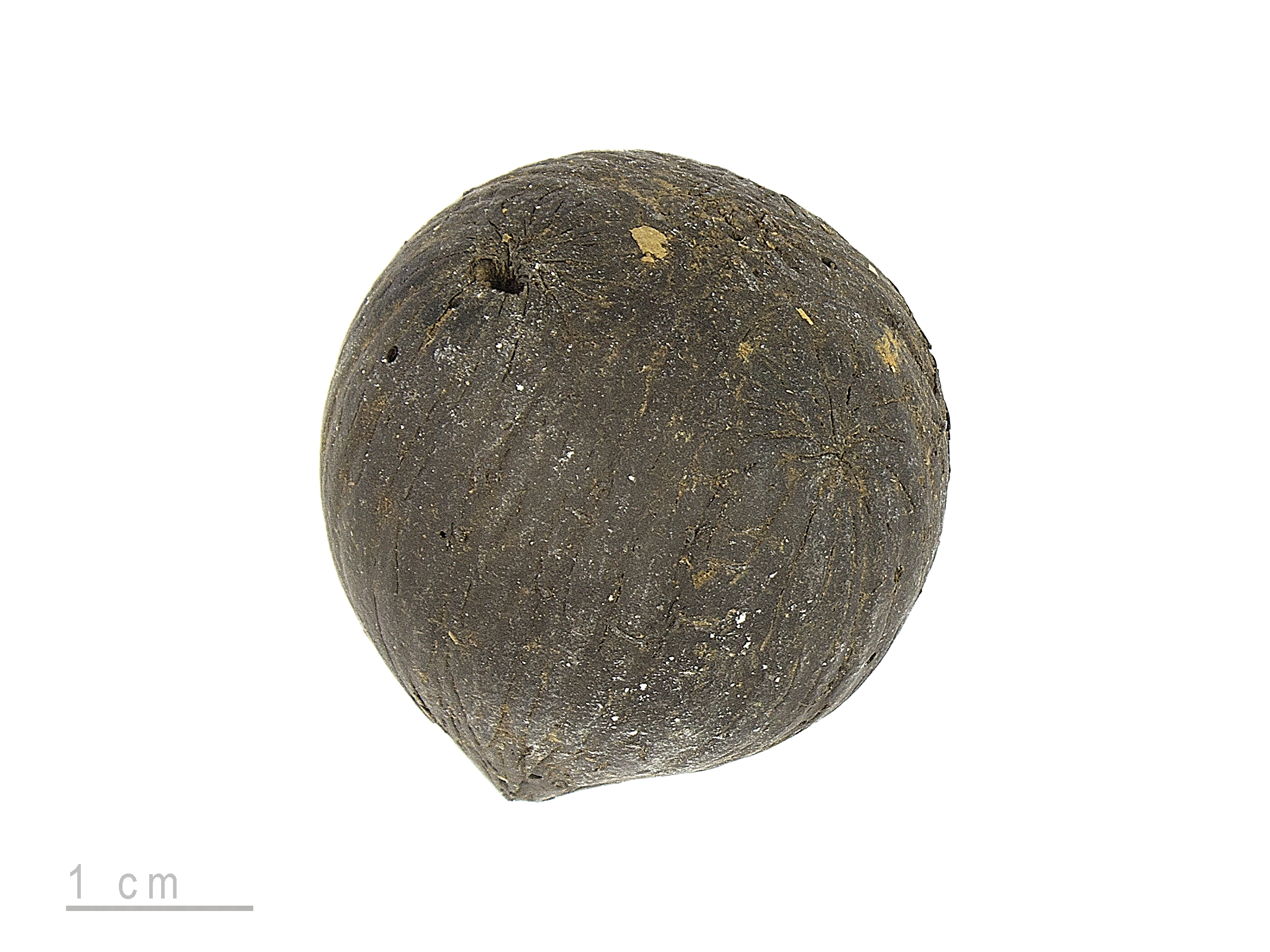
Astrocaryum sciophilum

Astrocaryum sciophilum är en enhjärtbladig växtart som först beskrevs av Friedrich Anton Wilhelm Miquel, och fick sitt nu gällande namn av August Adriaan Pulle. Astrocaryum sciophilum ingår i släktet Astrocaryum och familjen Arecaceae. Inga underarter finns listade i Catalogue of Life.